# Le Ruban Bleu (Reims)
Pour l’article homonyme, voir Ruban Bleu.
 Le Ruban Bleu  est un ensemble immobilier qui regroupe 300 logements construit en 1983 par l'architecte Paul Chemetov pour l'Effort rémois. Il est le symbole de la reconstruction de logements sociaux dans le centre ville de Reims afin de réintégrer dans le centre-ville des populations qui pour une large part ont été rejetées dans les grands ensembles de la périphérie.

## Localisation
L’immeuble donne sur le boulevard Paul Doumer, au n°57, et sur la rue Jean d'Orbais à Reims.

## Histoire
Le maire de Reims, de 1977 à 1983, Claude Lamblin souhaite recréer une mixité sociale en intégrant les populations des quartiers des grands ensembles construits dans les années 60/70. Il choisit un architecte Paul Chemetov de la même mouvance politique pour édifier cet ensemble architectural de trois cent habitations qu’est le Ruban Bleu.

## Architecture
Cet ensemble architectural est constitué d’une ligne de maisons accolées le long du canal en surplomb et d’une barre d’immeuble sur 7 étages, en équerre, qui surplombe la première ligne des maisons accolées.
Depuis le boulevard Paul Doumer, un escalier, encadré de deux fresques.
Cet escalier permet d'accéder à un grand porche sculpté qui rappelle les portes de l’ancienne enceinte médiévale, qui se situait à la place du canal.